# Herman Bing
Herman Bing (ur. 30 marca 1889 we Frankfurcie nad Menem, zm. 9 stycznia 1947 w Los Angeles) – niemiecki aktor i komik, zrobił karierę w Hollywood.

## Filmografia
- 1928: Cztery diabły
- 1933: Kolacja o ósmej jako kelner
- 1933: Nocne motyle jako Fralick
- 1934: Wesoła wdówka jako Zizipoff
- 1936: Rose Marie jako pan Daniells
- 1936: Wielki Ziegfeld jako Schultz
- 1937: Gdy kwitną bzy jako August Archipenko
- 1937: Co dzień święto jako Fritz Krausmeyer
- 1938: Wielki walc jako Dommayer
- 1938: Zakochani jako Oscar Engel
- 1946: Dzień i noc jako Ladisaus Smedick (niewymieniony w czołówce)